# Wspólnota administracyjna Ebersbach an der Fils
Wspólnota administracyjna Ebersbach an der Fils – wspólnota administracyjna (niem. Vereinbarte Verwaltungsgemeinschaft) w Niemczech, w kraju związkowym Badenia-Wirtembergia, w rejencji Stuttgart, w regionie Stuttgart, w powiecie Göppingen. Siedziba wspólnoty znajduje się w mieście Ebersbach an der Fils, przewodniczącym jej jest Edgar Wolff.
Wspólnota administracyjna zrzesza jedno miasto i jedną gminę wiejską:
- Ebersbach an der Fils, miasto, 15 291 mieszkańców, 26,27 km²
- Schlierbach, 3 804 mieszkańców, 10,97 km²